# 徐氏巨咽吸虫
徐氏巨咽吸虫（学名：Macropharynx hsui）为同盘科巨咽属的动物。在中国大陆，分布于江西、福建等地，营寄生生活，宿主水牛以及寄生于瘤胃。